# ديفيد بي. هندرسون
ديفيد بي. هندرسون (بالإنجليزية: David B. Henderson)‏ هو محامي وسياسي أمريكي، ولد في 14 مارس 1840 في المملكة المتحدة، وتوفي في 25 فبراير 1906 بدوبوك في الولايات المتحدة. حزبياً، نشط في الحزب الجمهوري. وقد انتخب عضو مجلس النواب الأمريكي.